# 張燦鍙
張燦鍙（1936年3月1日—），臺灣政治人物，臺南市人，是臺灣獨立運動的重要參與者，也是首位民主進步黨籍的臺南市市長。

## 生平

### 早年生平
張燦鍙父母常常參與鄉里之間的公共活動，包括選舉活動，而給張燦鍙甚大的政治啟蒙。因為他在國小五年級時，親眼目睹了國民黨軍隊在大正公園（今台南市湯德章紀念公園）公開處死湯德章的場面，並不准湯德章的夫人收屍的情形。
台南一中畢業後，由於數學成績優異，保送進入國立台灣大學化工系就讀。1961年，前往美國求學，並且於萊斯大學取得博士學位。1967年，於美國紐約柯柏聯盟學院化工系任教。

### 黨外運動
在美期間便投入台灣獨立運動，1966年全美台灣獨立聯盟成立時出任副主席；1970年1月15日台灣獨立建國聯盟成立後出任副主席，1973年出任台灣獨立建國聯盟主席。之後長期擔任台灣獨立建國聯盟主席，直到1987年。
在美麗島事件時，張燦鍙也發動在美台灣人支援台灣民主運動。
1983年法務部調查局宣布張燦鍙是兩報爆炸案的策劃者。
之後與台灣獨立建國聯盟的幹部以「聯盟遷台」名義於1991年回台，被以「首謀內亂罪」起訴。由於台灣社會的反彈與《中華民國刑法》第一百條修正，張燦鍙於1992年10月獲得交保並獲判無罪。
之後張燦鍙加入民主進步黨，並且投入1995年中華民國立法委員選舉，於台南市參選，但僅獲得三萬餘票而落選。
1997年，張燦鍙代表民進黨參選台南市市長，並且以超過十萬票的高票當選，亦是台南市首次由民進黨執政之政黨輪替，之後也就由民進黨執政至今。

### 台南市長
張燦鍙在台南市長任內爭議不斷。2000年8月因涉入台南運河整治工程弊案，被台南地檢署依貪污罪起訴求刑12年。2000年11月，又因涉入新吉工業區弊案，被依貪污罪求刑八年。此兩案的更一審於2008年11月改以“直屬主管長官對於所屬人員，明知貪污有據，而予以庇護或不為舉發”罪判處有期徒刑一年十個月，仍未定讞。2001年6月，又因涉嫌土地徵收貪污弊案及串供、隱藏證據，被求刑七年。2013年4月，此案更三審宣判張燦鍙有期徒刑三年，2014年3月13日，判有期徒刑三年定讞。而張燦鍙也因官司纏訟與退出民進黨參選台南市長等原因，於2001年以不足一萬票連任失利。
爾後張燦鍙為求組第三勢力與李登輝支持的台灣團結聯盟靠攏，被外界視為李登輝子弟兵，其立場偏於台灣團結聯盟。
2010年3月13日，台南市李登輝民主協會舉辦成立大會暨第一屆第一次理監事聯席會議，張燦鍙擔任常務理事。
2014年3月13日，張燦鍙因1998年台南市道路徵收弊案，被中華民國最高法院依《貪污治罪條例》圖利罪判處有期徒刑三年、褫奪公權二年。與此同時，台南市議會議長黃郁文也被判處有期徒刑四年、褫奪公權三年，開了台灣地方府會首長雙雙被判刑、收押的先例。
2014年3月31日，台南市李登輝民主協會在台南市議會舉辦「張燦鍙抗議枉法判決」記者會，民進黨立委陳唐山及台灣獨立建國聯盟成員聲援張燦鍙。
2016年10月29日，張燦鍙發表新書《從對話到共識：你我共同的台灣》，他說，民主是政治制度、也必須變成生活方式和待人處事的態度，民主不等於選舉，政黨輪替不等於民主；民主已經超越統獨的台灣共識，也是高於統獨的台灣價值。

## 評價
張燦鍙主政時間較短，因此建樹較少，編列預算更新雙語（正體中文、英文）路標為其顯著政績（各大城中，臺南市是最遲加註更新者）。此外，安平港、臺南孔子廟、臺南運河等景觀改善計畫至今功不可沒，亦為繼任的民進黨籍市長沿續辦理。
張燦鍙之妻張丁蘭，曾任台灣人權協會創會會長。

## 選舉紀錄
| 年度 | 選舉屆數               | 選舉區           | 所屬政黨   | 得票數  | 得票率 | 當選標記 | 備註 |
| ---- | ---------------------- | ---------------- | ---------- | ------- | ------ | -------- | ---- |
| 1995 | 第三屆立法委員選舉     | 臺南市選舉區     | 民主進步黨 | 32,075  | 10.05% |          |      |
| 1997 | 第十三屆臺南市市長選舉 | 臺南市（省轄市） | 民主進步黨 | 116,145 | 35.75% |          |      |
| 2001 | 第十四屆臺南市市長選舉 | 臺南市（省轄市） | 無黨籍     | 9,520   | 2.9%   |          |      |

## 外部連結
- 張燦鍙, 闖關前、闖關後、智鬥FBI （页面存档备份，存于）, 台灣獨立建國聯盟
- 從程序正義與人權的角度看張燦鍙的三個司法案件

| 政府职务              | 政府职务                                            | 政府职务              |
| --------------------- | --------------------------------------------------- | --------------------- |
| 台南市政府            |                                                     |                       |
| 前任： 施治明         | 台南市市長 第十三屆 1997年12月20日－2001年4月18日   | 繼任： 卓春英（代理） |
| 前任： 卓春英（代理） | 台南市市長 交保後復職 2001年5月22日－2001年12月20日 | 繼任： 許添財         |